# Chambre de commerce et d'industrie de l'Allier
La chambre de commerce et d'industrie de l'Allier est créée en 2015. Elle fait partie de la chambre de commerce et d'industrie de région Auvergne-Rhône-Alpes.

## Siège
Son siège est situé à Moulins. Elle dispose de deux délégations à Vichy et à Montluçon[réf. souhaitée].

## Historique
Elle est issue de la fusion par décret du 17 décembre 2015 des chambres de commerce et d'industrie de Montluçon-Gannat Portes d'Auvergne et de Moulins-Vichy.

## Missions
C'est un établissement public chargé de soutenir et de représenter les intérêts des entreprises du département, avec en particulier des rôles d'information et conseils aux chefs d'entreprises, d'offre de programmes de formations professionnelles, etc. Elle gère des équipements au profit de ces entreprises.

### Gestion d'équipements
- Aérodrome de Moulins - Montbeugny
- Aérodrome de Montluçon Guéret
- Pépinières et hôtels d'entreprises

## Pour approfondir